# 徳重聡の男ラジオ
徳重聡の男ラジオ（とくしげさとしのおとこラジオ）は、大阪・ABCラジオ（朝日放送）で放送されていたラジオ番組。
2007年4月14日放送開始、2007年9月29日終了。

## 放送時間
毎週土曜日の19:30 - 20:00に放送。プロ野球ナイター中継放送時は、17:00 - 17:30に時間帯を前倒しして放送された。

## 概要
徳重聡が感じた日々の出来事について、日記のように語る番組。時にはゲストを招いて対談も行った。石原プロモーションの全面協力で製作された。

## 出演者

### 司会
- 徳重聡 （俳優）

### 過去のゲスト
- 水野真紀
- 山﨑浩子

## ネット局
当番組はTBSラジオでも同日に放送を開始した。
- TBSラジオ - 毎週土曜日 23:30 - 24:00

## 協賛
- 宝酒造 － 石原プロモーション所属俳優がCMを代々担当。
- 髙島屋 － 徳重がCMモデルを担当。

| ABCラジオ 土曜日19時30分 - 20時 | ABCラジオ 土曜日19時30分 - 20時 | ABCラジオ 土曜日19時30分 - 20時 |
| 前番組                          | 番組名                          | 次番組                          |
| ------------------------------- | ------------------------------- | ------------------------------- |
| ざこばの場                      | 徳重聡の男ラジオ                | ABC AUTUMN NIGHT IN JAZZ        |
| TBSラジオ 土曜日23時30分 - 24時 |                                 |                                 |
| Café de CAMUS                   | 徳重聡の男ラジオ                | 立川談志・太田光 今夜はふたりで |